# Hul (Lokeren)
Hul is een gehucht in de Belgische stad Lokeren. Het gehucht maakt deel uit van het dorp Oudenbos.

## Geschiedenis
Op de Ferrariskaart uit 1777 wordt de nederzetting dat nu bekend staat als Hul aangeduid als "Nieupoorte". Destijds bestond het uit een reeks lintbebouwing ten zuiden van het centrum van Zeveneken, nabij Oudenbos. In de loop der tijd verschoof deze plaatsnaam naar het deel van Zeveneken dat zich in Lokeren bevindt, ten noorden van het oorspronkelijke gehucht. Op de Atlas der Buurtwegen uit 1841 wordt het gebied aangeduid als "Den Hul". Deze benaming bleef behouden totdat uiteindelijk de kortere vorm "Hul" gangbaar werd. Gedurende de eeuwen is het gehucht door middel van lintbebouwing steeds meer geïntegreerd geraakt met het nabijgelegen Oudenbos.

## Ligging
Hul bevindt zich aan de grens tussen Lokeren en Lochristi, ten zuiden van het centrum van Zeveneken en ten noorden van Oudenbos, nabij Zeveneken-Bastelare. Ten noorden van het gehucht ligt de N70.
Deelgemeenten: Daknam · Eksaarde · Lokeren · Moerbeke

Dorpen: Doorslaar · Heiende · Koewacht · Kruisstraat · Oudenbos

Gehuchten: Brandbezen · Bautschoot · Briel · Calaigne · Caudenborm · De Katte · Den Oever · Duivekeet · Eksaardedam · Everslaar · Fortuine · Ganzendries · Lammeken · Heydensveer · Hillare · Hul · Keerken · Keersmakers · Molenhoek · Molsbergen · Naastveld ·  Nieuwpoort · Oosteindeke · Pereboom · Rijssel · Rode Sluis · Scheepken · Staakte · Stenenbrug · Terwest · Turfakkers · Veldeken · Vogelzang · Vossel · Werkstede · Westhoek · Zeveneekskens · Zwarte Sluis

Wijken: Bergendries · Bokslaar · Bloemenwijk · De Kop · Flamigantenwijk · Ledehof · Heirbrug · Lokeren-Zuid · Puttenen · Rozen · Schrijverswijk · Spoele · Stationswijk · Vogelkwijk

Buurten: Kouter · Oude Brug · 't Zand

Belgische gemeenten · Arrondissement Sint-Niklaas · Oost-Vlaanderen · Vlaanderen